# 한 많은 두 여인
"한 많은 두 여인"은 1971년 공개된 대한민국의 영화이다.

## 배역
- 남궁원
- 윤정희
- 남정임